# Heinz Rotholz
Heinz Rotholz (* 28. Mai 1921 in Berlin-Schöneberg; † 4. März 1943 in der Strafanstalt Plötzensee, Berlin) war ein deutscher Arbeiter und Widerstandskämpfer gegen den Nationalsozialismus. Er wurde 1943 als Opfer der NS-Kriegsjustiz hingerichtet.

## Leben und Tätigkeit
„Sein Vater war Handelsvertreter. Von 1927 bis 1938 besuchte Heinz Rotholz die Volks- und die Mittelschule. Im September 1938 nahm er seine Lehre als Mechaniker auf, die er Ende 1939 unterbrechen musste, weil sein Vater die Auswanderung nach Palästina vorbereitete. 1940 ging er nach Bielefeld und von dort im Juni 1940 für kurze Zeit in das jüdische Umschulungslager Paderborn. Doch alle Versuche, auszuwandern, scheiterten, und so traf Heinz Rotholz das schwere Los, für die Arbeit in der „Judenabteilung“ des Elmo-Werkes der Siemens-Schuckert AG in Berlin-Spandau bestimmt zu werden. Hier schloss er im Jahre 1941 die Bekanntschaft mit Herbert Baum, der ihn als Kampfgefährten gewann. Er nahm an den illegalen marxistisch-leninistischen Schulungen der von Herbert Baum geleiteten antifaschistischen Widerstandsgruppe teil und versuchte, soweit die Bedingungen es zuließen, in der jüdischen Zwangsarbeiterabteilung Sabotageaktionen mitzuorganisieren. Vom Arbeitsplatz weg verhaftet, blieb er trotz furchtbarer Sonderverhöre und Folterungen bis zu seinem Tode ein standhafter Antifaschist.“

## Verhaftung
Mitglieder der Gruppe Baum verübten am 17. Mai 1942 einen Brandanschlag auf die nationalsozialistische Propagandaausstellung „Das Sowjet-Paradies“ in Berlin. Nach dem Anschlag wurde die Gruppe von der Gestapo aufgedeckt.

## Urteil
Als nichtbeteiligt an diesem Anschlag wurden diese Mitglieder der Gruppe Baum mit dieser Begründung verurteilt:

„Am 10. Dezember 1942 fand dann vor dem Zweiten Senat des Volksgerichtshofes der Prozeß gegen weitere 12 Mitglieder der Gruppe Baum statt (Heinz Rotholz, Werner Birnbaum, Hella Hirsch, Alice Hirsch, Edith Fraenkel, Hanni Meyer, Marianne Joachim, Lothar Salinger, Helmuth Neumann, Hildegard Loewy, Siegbert Rotholz, Sara Rotholz). Staatsanwalt Wittmann forderte für diese Mitglieder der Gruppe Baum, die sich ja an dem Anschlag selber gar nicht beteiligt hatten, die Todesstrafe, weil sie sich der „Vorbereitung zum Hochverrat und der Feindbegünstigung“ schuldig gemacht hätten. Das Gericht unter dem Vorsitzenden und Vizepräsidenten des Volksgerichtshofes Dr. Crohne und des Beisitzers, Landgerichtsrat Preußner, schloß sich dem Antrag des Staatsanwalts an. 9 Mitglieder wurden zum Tode verurteilt. In der Urteilsbegründung wurde darauf hingewiesen, daß die Angeklagten Juden seien und als solche allen Grund hätten, sich ruhig zu verhalten und nicht, wie 1914/18, den Dolch in den Rücken Deutschlands zu stoßen.“

## Hinrichtung
„Auf einem grellroten Plakat wurden Verurteilung und Hinrichtung diese jungem Menschen, sie waren zwischen 20 und 23 Jahre alt, der Bevölkerung mitgeteilt. Ihre Namen waren mit den gesetzmäßigen vorgeschriebenen Zwangs-Zusatz-Vornamen Sara bzw. Israel versehen.“

„Bekanntmachung
die am 10. Dezember 1942 vom Volksgerichtshof  wegen Vorbereitung zum Hochverrat und landesverräterischer Feindbegünstigung zum Tode verurteilten
Heinz Israel Rotholz, 21 Jahre alt,
Heinz Israel Birnbaum, 22 Jahre alt,
Lothar Israel Salinger, 23 Jahre alt,
Helmuth Israel Neumann, 21 Jahre alt,
Siegbert Israel Rotholz 23 Jahre alt,
Hella Sara Hirsch, 21 Jahre alt,
Hanni Sara Mayer, 23 Jahre alt,
Marianna Sara Joachim, 21 Jahre alt und
Hildegard Sara Loewy, 20 Jahre alt,
sämtlich aus Berlin, sind heute hingerichtet worden.
Berlin, den 4. März 1943
Der Oberreichsanwalt beim Volksgerichtshof“

mit dem Untertext 

„Bekanntmachung über die Vollstreckung der Todessurteile an Heinz Rotholz und seine Gefährten“

## Gedenksteine

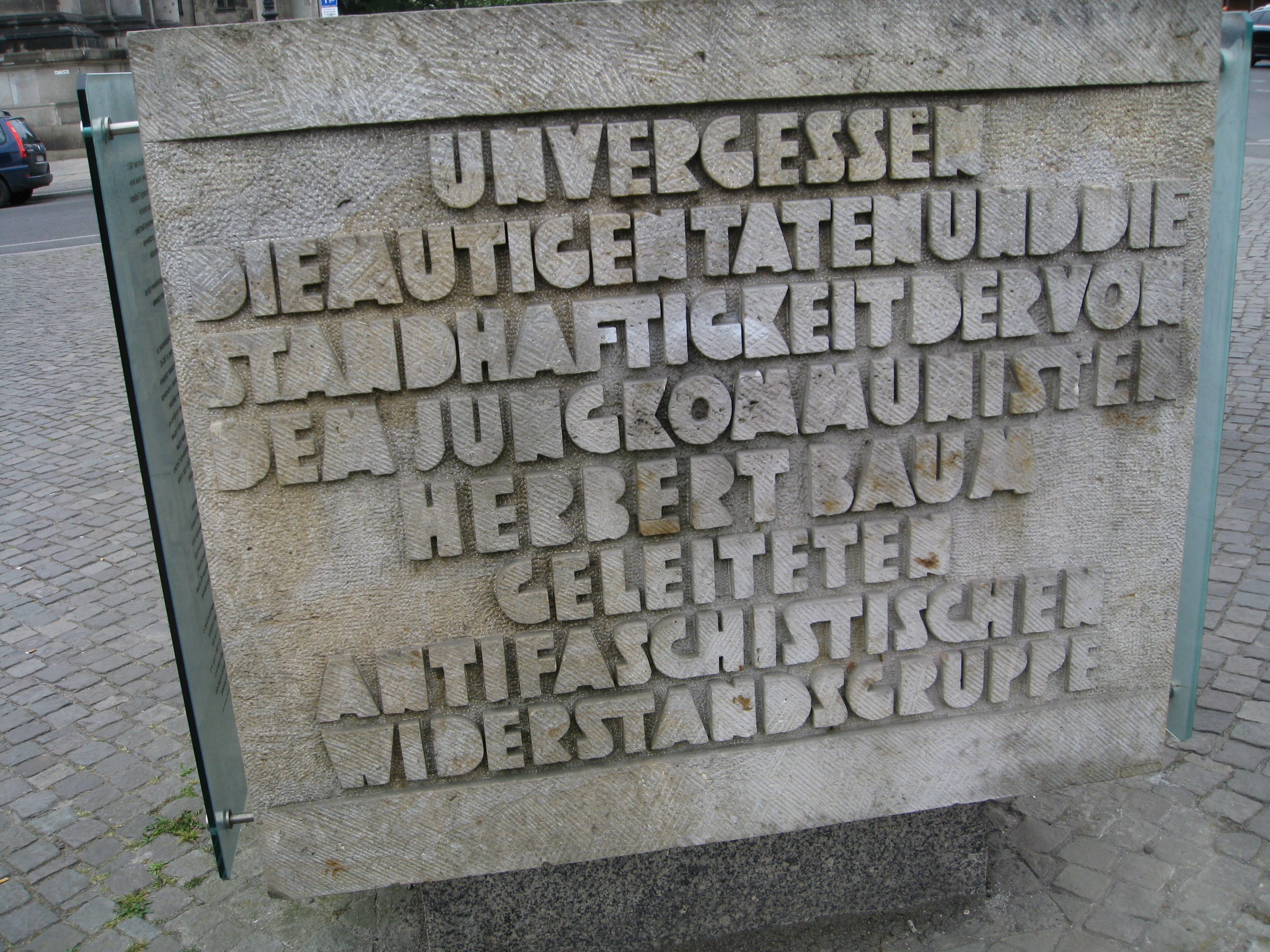
Der Berliner Gedenkstein im Lustgarten

Heute erinnern zwei der Baum-Gruppe gewidmeter Gedenksteine in Berlin namentlich auch an Heinz Rotholz.
1. Gedenktafel in Berlin auf dem Jüdischen Friedhof Weißensee (Eingang: Markus-Reich-Platz).[5]
2. Dieser von Bildhauer Jürgen Raue gestaltete Gedenkstein wurde 1981 im Auftrag des Magistrats von Berlin (Ost) ohne nähere Informationen über die Widerstandsaktion im Lustgarten aufgestellt.[6]